# Operatie Weserübung

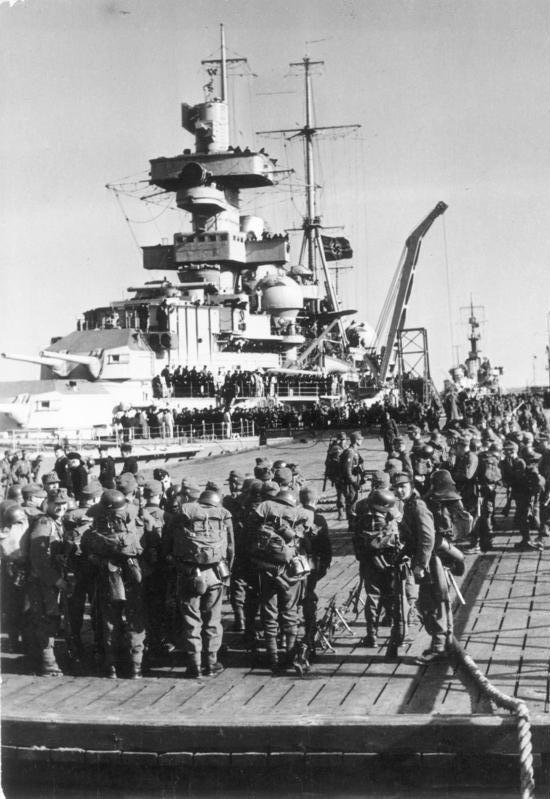
Verladen van Duitse Wehrmachttroepen (Gebirgsjäger) aan boord van de Admiral Hipper in Cuxhaven

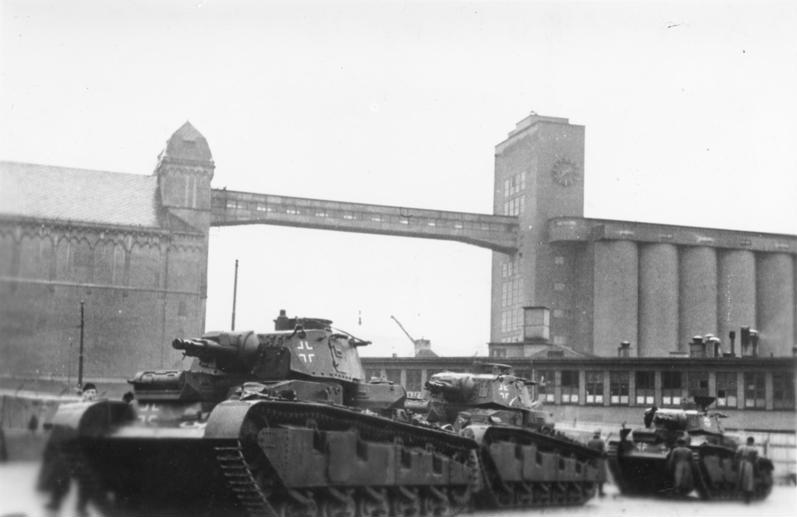
Duitse tanks in de haven van Oslo

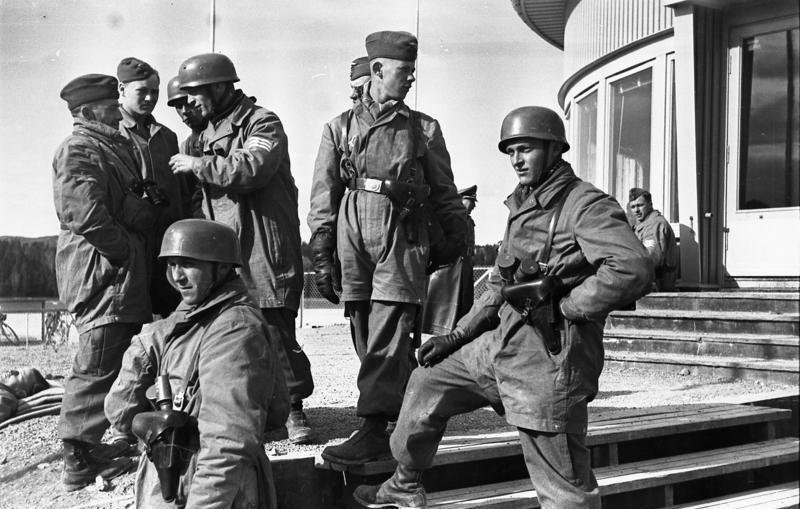
Fallschirmjäger op het vliegveld van Oslo

Operatie Weserübung (Duits: Unternehmen Weserübung of Fall Weserübung) was de Duitse aanval op Denemarken en Noorwegen die startte op 8 april 1940 en doorliep in mei en juni 1940.

## Achtergrond
In de eerste maanden van 1940 begonnen zowel de Britten als de Duitsers zich op Noorwegen te richten. De Duitsers waren namelijk afhankelijk van Zweeds ijzererts. Dit erts werd 's zomers via de Oostzee aangevoerd, maar 's winters via de Noorse kustwateren omdat de Oostzee dan dichtvroor. De Duitsers hadden er alle belang bij dat de transporten ongehinderd konden doorvaren, de Britten wilden ze tegenhouden. Ook vond het Altmark-incident op 16 februari plaats: een Duitse tanker werd in Noorse territoriale wateren door de Britten aangevallen en geënterd. Dit viel bij de Duitsers (en de Noren) bijzonder slecht. Hitler gaf zijn militairen opdracht om een invasieplan op te stellen. Generaal Nikolaus von Falkenhorst trok zich met een Baedeker reisgids terug en stelde een plan op. Op 1 maart 1940 gaf Hitler zijn fiat. De tijd drong: de Engelsen waren al begonnen met het leggen van zeemijnen in de Noorse wateren en de geallieerden hadden het besluit genomen zelf in Noorwegen te landen.

## Het actieplan
De operatie viel (vereenvoudigd) in de volgende acties uiteen:
- Een gecombineerde aanval door de Wehrmacht, Fallschirmjäger en Kriegsmarine op Denemarken;
- Aanvallen uit zee op verscheidene Noorse havens en kustbatterijen waaronder Oslo, Bergen, Narvik en Trondheim;
- Luchtlandingen bij Oslo;
- Vereniging van de ontstane bruggenhoofden en de bezetting van Noorwegen.

De aanval op Denemarken was een operatie dienstbaar aan het uiteindelijke doel Noorwegen te bezetten.
1. De eerste reden waarom ook Denemarken moest worden bezet, was dat de Luftwaffe vanaf Deense vliegvelden bij Aalborg in Noord-Jutland Zuid-Noorwegen kon bereiken en de troepen daar luchtsteun kon verlenen.
2. Een tweede reden om ook Denemarken militair te bezetten was dat hierdoor Zweden en Finland sterker omsingeld zouden raken en zich dermate sneller genegen zouden zien zich naar de Duitse eisen te schikken.
3. Een derde reden (die overigens eerder een bijkomend voordeel dan een werkelijke motivatie was), was dat men kon voorkomen dat Britse bommenwerpers Noord-Duitse steden konden bereiken door via Denemarken de Duitse luchtverdediging te omzeilen.

Denemarken lag tussen Duitsland, Zweden en Noorwegen en werd daardoor oorlogsdoel. De actie zou, mits zij snel verliep, tot de bezetting van zowel Kopenhagen als Oslo leiden en het potentieel hebben beide regeringen binnen een dag uit te schakelen.

## Het verloop
Operatie Weserübung begon in de vroege ochtend van 9 april 1940 met een gecombineerde aanval op Denemarken en Noorwegen.

### Denemarken
Denemarken was niet paraat en viel binnen een dag. De Duitse landingen vanuit zee richtten zich op belangrijke havensteden en steunpunten, alsmede strategische bruggen waarvan men trachtte te verhinderen dat de Denen die opbliezen. Esbjerg, Middelfart, Nyborg, Korsør en Gedser werden bezet. In veel gevallen lagen de garnizoenssoldaten in hun kazernes te slapen en brandden de vuurtorens en de straatverlichting. Gedser werd bezet doordat de Duitsers het Deense personeel op de veerponten Warnemünde-Gedser interneerde en vervolgens beide veren vol soldaten in de haven aan wal liet gaan, waarna per vrachtwagen opgerukt werd naar de strategische nabije spoorbrug. Veelal werd tevens samengewerkt met luchtlandingstroepen. De strategisch belangrijke vliegvelden bij Aalborg werden direct door luchtlandingstroepen bezet.
Synchroon met de landingen opende de Duitse landmacht het vuur en rukte Jutland binnen. De Deense landmacht bood enkele uren een symbolische tegenstand. Voor het tot werkelijk zware krijgshandelingen kwam capituleerde Denemarken en staakten de Deense troepen hun verzet. Hoewel geruchten de ronde deden over sabotage door de Duitse minderheid van Noord-Sleeswijk is hier niets van gebleken. De operatie was topgeheim en verliep bovendien zo snel dat er geen kans was voor serieus verzet, laat staan sabotage daarvan.
De bezetting van Kopenhagen nam een centrale rol in bij de operatie tegen Denemarken. De stad werd 's ochtends bezet vanuit zee en de lucht. Ook hier konden de Duitse schepen, volgeladen met troepen, de haven binnenvaren. Binnen vijf minuten waren de havens met bijbehorende politie- en douanekantoren bezet, binnen tien minuten de citadel. De koninklijke wacht probeerde nog een tegenaanval, maar die werd afgeslagen. De Deense stafchef en de Deense minister van binnenlandse zaken, alsmede de Engelse handelsattaché, konden op straat aangehouden worden. De Deense regering capituleerde rond half zeven die ochtend, en om acht uur had het capitulatiebericht alle Deense troepen bereikt, voor zover ze al aan serieus verzet toegekomen waren.
De koning en regering accepteerden de Duitse "bescherming". De Denen ontwaakten die 9e april en ontdekten dat hun land bezet was. De Denen hadden 36 gesneuvelden en gewonden te betreuren, de Duitsers ongeveer 20.

### Noorwegen
Noorwegen was evenmin goed voorbereid op oorlog. De kustbatterijen en -forten waren van goede kwaliteit, maar de marine, lucht- en landmacht waren van een bedenkelijk niveau. Het Noorse leger telde slechts 6 divisies die zeer verspreid over het land lagen, en de marine en luchtmacht waren verouderd. De pas aangekochte Amerikaanse vliegtuigen waren in 1940 nog niet operationeel en vielen de Duitsers ook zonder meer in handen. Noorwegen had echter het voordeel van zijn ligging terwijl de Duitse aanvalsvloot -die zeer beslist niet tegen de Britse op kon- zeer snel zou moeten opereren voor de Britten haar zouden insluiten. Vanuit Duits oogpunt was de operatie zeer riskant. Weliswaar steunde Vidkun Quisling met zijn Nasjonal Samling de Duitsers, maar deze had maar een beperkte aanhang en werd ook door de Duitsers als een fantast beschouwd. Bovendien was de operatie topgeheim, wat zich niet leende voor een omvangrijke Vijfde Colonne. Het is zeer aannemelijk dat Quisling niet bij de voorbereidingen van de Duitse aanval op Noorwegen betrokken was.
De aanval op Noorwegen liep synchroon met die op Denemarken en begon dus eveneens op 9 april 1940. Verschillende marine-eskaders waren al onderweg naar hun doelen, zijnde de voornaamste Noorse havensteden. Op die 9e april zouden de 'Gruppen' schepen gelijktijdig de aanval inzetten:
- Gruppe 1: 10 torpedobootjagers naar Narvik
- Gruppe 2: De zware kruiser Admiral Hipper en vier torpedobootjagers naar Trondheim
- Gruppe 3: De lichte kruisers Köln en Königsberg met een aantal kleinere militaire vaartuigen naar Bergen
- Gruppe 4: De lichte kruiser Karlsruhe en een aantal kleinere militaire vaartuigen naar Kristiansand
- Gruppe 5: De zware kruisers Blücher en Lützow, de lichte kruiser Emden en een aantal kleinere militaire vaartuigen naar Oslo
- Gruppe 6: Vier mijnenvegers naar Egersund

In Narvik liep het Duitse eskader de haven binnen na een kort gevecht met twee Noorse kanonneerboten. Binnen enkele uren capituleerde de commandant overste Sundlo, maar een deel van het garnizoen vocht vanuit de bergen rond de stad door. Ook de operatie om Trondheim verliep voorspoedig voor de Duitsers, daar ze met een gelukkig schot de stroomvoorziening voor de Noorse zoeklichten konden uitschakelen, waarna de kustbatterijen blind waren. De schepen liepen de haven binnen en de autoriteiten capituleerden. In Bergen wisten de Duitsers door zich als Engelsen voor te doen langs een Noorse torpedoboot te komen, maar de kustverdediging liet zich niet beetnemen en opende het vuur. Toch kon dit het eskader niet tegenhouden en de stad werd bezet. Het bijna onverdedigde vliegveld van Stavanger werd door parachutisten bezet, waarna de haven van landzijde werd ingenomen. In Kristiansand konden de Noren de Duitsers mede door de mist tot 11 uur 's ochtends op afstand houden. Toen zag de verdediging echter een Duits schip voor een Frans schip aan en staakte het vuren, waarna de stad alsnog in Duitse handen viel.
Bij Oslo liep het bijna mis. Het Duitse smaldeel moest door een 70 km lange fjord varen met in een smalle doorgang het fort Oscarsborg, van waaruit aan weerszijden kustbatterijen op de schepen vuurden. De kruiser Blücher werd door kanonvuur en torpedo's tot zinken gebracht en de schepen trokken zich terug. Enkele uren later werden het vliegveld van Oslo en daarna de stad zelf alsnog door luchtlandingstroepen bezet, maar de regering was toen al met de koning uitgeweken naar Hamar. Quisling pleegde een 'staatsgreep', riep zichzelf uit tot nieuwe premier van Noorwegen. Zijn eerste officiële daad was het herroepen van de Noorse mobilisatie.
De Noorse regering achtte ook Hamar niet veilig en week uit naar Elverum. Nu ontstond een patstelling waarin de Duitsers en de Noorse regering tot een vergelijk trachtten te komen. Dezelfde 9de april waagde een groep van honderd Fallschirmjäger een uitval uit het bezette Oslo in een poging koning Haakon VII te ontvoeren, maar stuitte na 110 km bij Midtskogen op een Noorse wegblokkade die de Noorse generaal-majoor Otto Ruge uit voorzorg had opgezet. De luchtmacht-attaché die de gewaagde uitval leidde werd gedood door de Noorse Koninklijke Garde en de Duitsers trokken zich terug. Dit leidde, samen met de Duitse eis de Quisling-regering te erkennen, op 10 april 1940 tot het afbreken der onderhandelingen. De tijdelijke regeringszetel Elverum werd de dag erna als represaille door de Duitse Luftwaffe gebombardeerd. De Noren zagen snel in dat ze de Duitsers zelf niet meer uit hun land konden krijgen, en dat ze dus het beste het ruige Noorse terrein konden gebruiken om de verdediging zo lang mogelijk te rekken en tijd te winnen.
Generaal Falkenhorst was daarentegen op 11 april, na het ontvangen van versterkingen, begonnen met de militaire operatie om vanuit Oslo contact te maken met de overige Duitse bruggenhoofden. Allereerst werd de omgeving van de Oslofjord bezet, wat op 14 april tot resultaat had dat de 1e Noorse Divisie in Østfold was uitgeweken naar Zweden, en de 3e Divisie te Kristiansand had gecapituleerd.
De 4e Divisie rondom Bergen hield zich inmiddels met beperkt succes bezig met het tegenhouden van het uitbreidende Duitse bruggenhoofd aldaar, terwijl de 5e Divisie rondom Trondheim al kritiek lage voorraden had en de bevelhebber besloot in Steinkjer te blijven en niet aan de strijd deel te nemen. De 6e Divisie bevond zich in het hoge noorden nabij de Finse grens en nam niet deel aan de strijd. Ruge werd voor zijn verijdeling van de ontvoering tot generaal bevorderd, en nam het Noorse verzet ter hand, waartoe hij slechts 1 divisie ter beschikking had.
De volgende Duitse stap was het maken van een verbinding Oslo-Trondheim, en dit was dan ook waar Ruge zijn verzet centraliseerde. Ruge leidde de 2e Noorse divisie, die gesteund door geheime fondsen groeide van 3.000 tot 12.000 man. Hij trachtte een guerrillatactiek toe te passen door voortdurend bliksemaanvallen op de Duitse troepen uit te voeren, wanneer zij door de lange valleien naar het noorden trokken. Ruge kon echter niet verhinderen dat de Duitsers toch steeds verder naar het noorden oprukten. Op 20 april werd Elverum bereikt, 300 km zuidelijk van Trondheim. Ruge raakte door zijn voorraden heen en de manschappen raakten uitgeput.
Bij Narvik in het noorden, en Åndalsnes en Namsos in Centraal-Noorwegen, zetten de Britten, Fransen en Polen een expeditieleger aan land. In Narvik had de geallieerde interventie aanvankelijk succes in de zin dat de Duitse vloot er door de Britse vernietigd werd, en dat de Duitsers onder generaal Eduard Dietl uit de stad verdreven werden. De gevechten bij Åndalsnes en Namsos waren echter minder succesvol doordat de Duitsers hier luchtsteun hadden vanaf vliegvelden in Denemarken en Zuid-Noorwegen. Begin mei werden de geallieerde troepen daarom uit Åndalsnes en Namsos teruggetrokken. Dit fiasco leidde tot een machtswisseling in het Verenigd Koninkrijk, waarbij Chamberlain als premier verantwoordelijk werd gehouden en moest aftreden, om door Winston Churchill te worden opgevolgd (hoewel deze laatste de campagne had georganiseerd). In mei-juni 1940 trokken de geallieerden bovendien hun laatste troepen uit Narvik terug na Fall Gelb.
Ondanks de Noorse en geallieerde tegenstand verenigden de Duitsers hun bruggenhoofden, en weldra was heel Zuid-Noorwegen bezet. Zonder geallieerde hulp restte de Noren op 9 juni 1940 slechts de capitulatie, hoewel een deel van de handelsvloot, leger en marine uitweek naar het Verenigd Koninkrijk en Zweden. In het Verenigd Koninkrijk werden een nieuwe Noorse marine, luchtmacht en landmacht geformeerd. Half juni was heel Noorwegen bezet.
Saillant detail is dat van alle door Duitsland overvallen en bezette landen, gemeten vanaf het begin van de aanval, Noorwegen met twee maanden het langste heeft standgehouden.

## Het resultaat
Weserübung bleek een succes. Hitlers ijzererts was veilig gesteld, maar er was een prijs voor betaald. De kruisers Blücher, Karlsruhe en Königsberg en de tien torpedobootjagers van Narvik waren verloren en een groot deel van de Kriegsmarine was niet meer operationeel. Hoewel de Britse verliezen eveneens zwaar waren, konden zij dit met hun grotere vloot makkelijker opvangen. Ook moesten permanent 400.000 Duitse soldaten in Noorwegen gelegerd worden om de Noren onder de duim te houden en de lange kustlijn te bewaken. Pas in mei 1945 zouden Denemarken en Noorwegen bevrijd worden.
In Noorwegen had Quisling de eerste dag al een staatsgreep geprobeerd te plegen. Hij was reeds lang nazi en onder de indruk van Hitler. Dit was niet wederzijds. Hitler en andere partijbonzen vonden Quisling een fantast en vertrouwden hem niet. Bovendien had zijn Nasjonal Samling slechts een zeer geringe aanhang onder de bevolking. Daarom installeerde Hitler een militair regime met Josef Terboven als Rijkscommissaris.
De Deense overzeese bezittingen Faeröer, IJsland en Groenland werden door de geallieerden bezet, waardoor de Duitsers gewichtige bases in het noorden van de Atlantische Oceaan ontzegd werden. Om Spitsbergen zou op kleine schaal strijd worden geleverd en in september 1945 zou de Duitse bezetting van een over het hoofd gezien weerstation capituleren aan de geallieerden, vier maanden na de officiële Duitse capitulatie.
Quisling zou nooit echte bevoegdheden krijgen, hoewel hij wel vanaf 1942 een marionettenregering leidde. Toch heeft ook Quisling een plaats in de geschiedenis en zelfs in de taalwetenschap gekregen: zijn naam betekent "verrader" in vele talen.